# Sărituri în apă la Jocurile Olimpice de vară din 2016 - 10 metri platformă sincron (masculin)
Proba masculină de 10 metri platformă sincron de la Jocurile Olimpice de vară din 2016 de la Rio de Janeiro a avut loc la data de 8 august, la Centrul Acvatic „Maria Lenk”.

## Formatul competiției
Competiția s-a desfășurat într-o singură etapă, fiecare echipă având la dispoziție câte șase sărituri. Unsprezece judecători au acordat puncte fiecărei echipe - câte trei judecători pentru fiecare săritor din echipă și cinci judecători pentru sincronizare. Ca punctaj, pentru fiecare săritor, dintre cele trei note acordate s-au eliminat nota minimă și cea maximă și s-a păstrat doar cea din mijloc. Dintre celelalte cinci note, s-au eliminat nota minimă și cea maximă și s-au păstrat cele trei din mijloc. Din cele cinci note s-a făcut o notă medie, înmulțită cu 3 și apoi cu gradul de dificultate al săriturii, pentru a rezulta nota finală. Notele acordate pentru fiecare săritură au fost apoi adunate pentru a rezulta nota finală. 

## Rezultate
| Loc | Țară                                                       | Sărituri | Sărituri | Sărituri | Sărituri | Sărituri | Sărituri | Total  |
| Loc | Țară                                                       | 1        | 2        | 3        | 4        | 5        | 6        | Total  |
| --- | ---------------------------------------------------------- | -------- | -------- | -------- | -------- | -------- | -------- | ------ |
| 1   | China · Chen Aisen · Lin Yue                               | 57.00    | 57.00    | 92.82    | 85.32    | 106.56   | 98.28    | 496.98 |
| 2   | Statele Unite ale Americii · David Boudia · Steele Johnson | 54.00    | 53.40    | 83.52    | 85.68    | 85.47    | 95.04    | 457.11 |
| 3   | Marea Britanie · Tom Daley · Daniel Goodfellow             | 51.60    | 49.80    | 79.68    | 81.60    | 92.13    | 89.64    | 444.45 |
| 4   | Germania · Patrick Hausding · Sascha Klein                 | 51.00    | 48.60    | 74.88    | 92.88    | 84.66    | 86.40    | 438.42 |
| 5   | Mexic · Iván García · Germán Sánchez                       | 51.60    | 49.20    | 79.92    | 82.14    | 77.22    | 83.22    | 423.30 |
| 6   | Ucraina · Maksym Dolhov · Oleksandr Horshkovozov           | 50.40    | 49.80    | 77.76    | 84.48    | 68.82    | 90.72    | 421.98 |
| 7   | Rusia · Viktor Minibaev · Nikita Shleikher                 | 51.00    | 48.60    | 78.54    | 67.71    | 87.48    | 84.24    | 417.57 |
| 8   | Brazilia · Jackson Rondinelli · Hugo Parisi                | 49.80    | 48.00    | 71.10    | 70.08    | 61.38    | 68.16    | 368.52 |